# Hilaira herniosa
Hilaira herniosa es una especie de araña tejedora de sábana perteneciente al género Hilaira, de la familia Linyphiidae, orden Araneae. Fue descrita por Thorell en 1875.

## Descripción
El cuerpo del macho mide 2,5-3,3 mm de longitud y el de la hembra 2,5-3,5 mm.

## Distribución
Se distribuye por América del Norte, Suiza, Finlandia, Noruega, Turquía, Escandinavia, Rusia (desde Europa hasta el Lejano Oriente), Mongolia y Japón.